# Ruhender Satyr

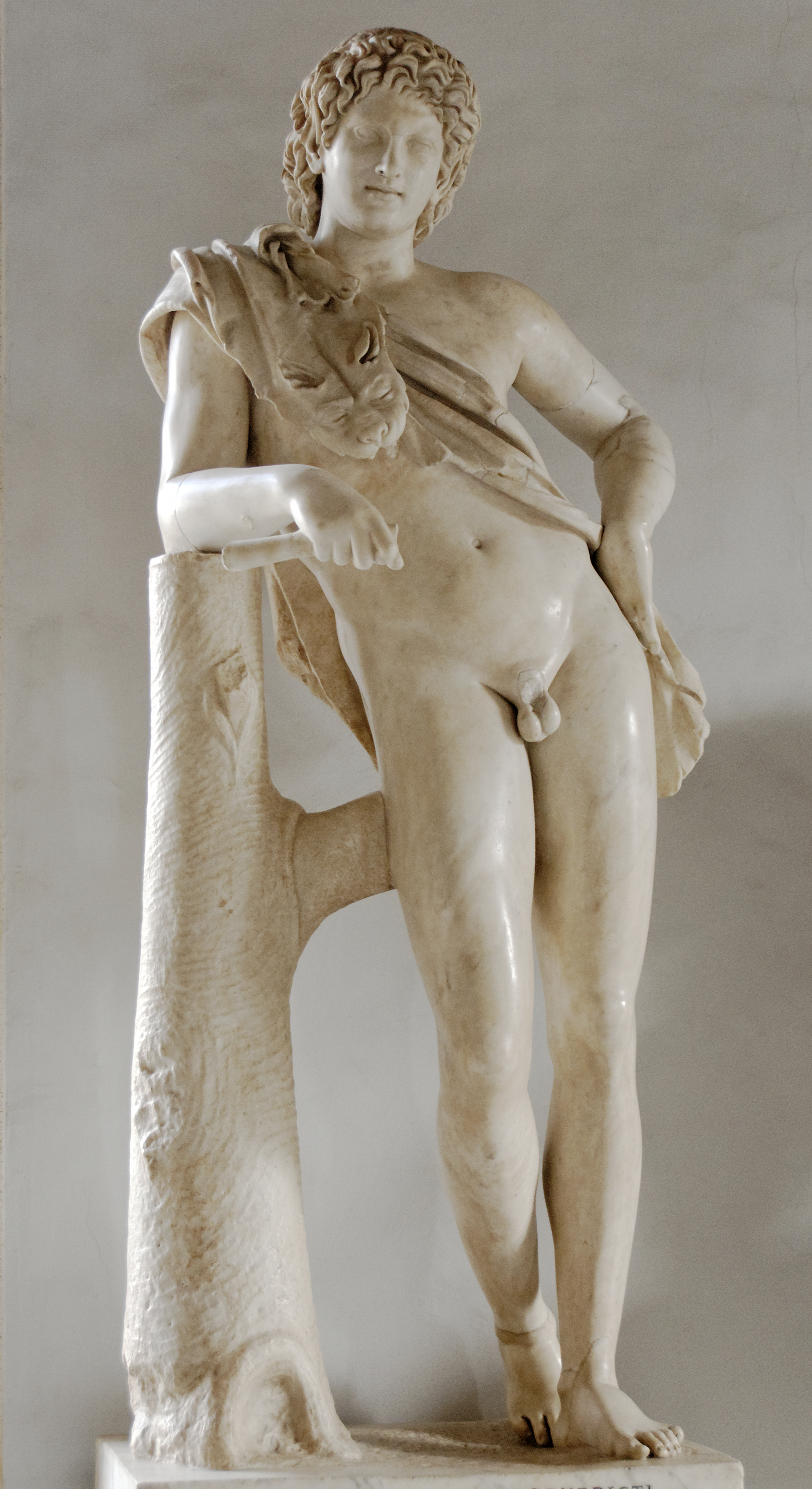
Ruhender Satyr, Exemplar aus dem Kapitolinische Museen, um 130 entstandene römische Kopie (Inv. Nr. 739)

Der Ruhende Satyr (altgriechisch Σάτυρος ἀναπαυόμενος; Satyros anapauomenos; von ἀναπαύω / anapaúô, (aus-)ruhen) ist eine häufig kopierte Skulptur, die dem antiken Bildhauer Praxiteles zugewiesen wird. Der berühmteste der bislang 115 bekannten Vertreter dieses Typs ist die in den Kapitolinischen Museen ausgestellte Kopie.
Die im Original aus Bronze gefertigte Plastik stellt einen jungen Satyr dar, wie an den spitzen Ohren und dem quer über den Oberkörper getragenen Pantherfell erkennbar ist. Er ruht mit dem rechten Ellbogen auf einem Baumstumpf, den Fuß des rechten Spielbeins locker hinter die linke Ferse gesetzt. In einigen Kopien hält er eine Panflöte (Syrinx), oder einen anderen Gegenstand in der rechten Hand. Die linke Rückhand ruht aufgestützt hinter der Hüfte und schiebt das Pantherfell leicht nach hinten weg. Die idealisierten Gesichtszüge weisen die Merkmale der Späten Klassik auf, das lockige und kaum gebändigte Haar wird durch eine Binde umbunden.
Das Bild des ruhenden Satyrs wird möglicherweise von Plinius dem Älteren in seinem Werk Naturalis historia wie folgt erwähnt:
Praxiteles, obleich in Marmor glücklicher, ...verfertigte auch in Bronze sehr schöne Werke: ... den Dionysos, die Trunkenheit und dazu einen berühmten Satyr, den die Griechen periboetes nennen.
Allerdings ist diese weit verbreitete Gleichsetzung nicht allgemein akzeptiert, und die Trunkenheit – lateinisch Ebrietas, griechisch Methe – könnte auch eine Gruppe mit dem einschenkenden Satyr des Praxiteles gebildet haben.